# Fighting
Fighting ist ein US-amerikanisches Actiondrama des Regisseurs Dito Montiel aus dem Jahr 2009. Montiels zweiter Spielfilm mischt dabei Martial-Arts-Elemente mit dem alltäglichen Überlebenskampf von Großstadtbewohnern.
In Deutschland lief der Film am 10. September 2009 in den Kinos an.

## Handlung
New York City in der Gegenwart. Underdog Shawn MacArthur, ein ehemaliger Ringer mit moralischen Anschauungen, hält sich seit seiner Ankunft in der Millionenmetropole mit kleinen Geschäften über Wasser, indem er gefälschte Harry-Potter-Bände und iPods verkauft. Die halbambitionierten Aktivitäten des Einzelgängers reichen aber kaum, um die Miete zu bezahlen. Zudem verschärft sich Shawns Situation, als er von Schwarzhändler Harvey Boarden, der mit seiner Bande jugendlicher Straftäter eine Straßenecke kontrolliert, seiner wenigen Habsachen beraubt wird – wenngleich der Neuankömmling sich erfolgreich gegen drei Jünglinge behauptet. Später stellt Shawn den zwielichtigen Kriminellen – einen Beobachter und Kenner der hiesigen Szene für illegale Faustkämpfe – in einem Café. Harvey erkennt Shawns vielversprechendes Potenzial und unterbreitet ihm ein Angebot auf Partys von betuchten New Yorkern, an so genannten Bare-knuckle-Kämpfen, teilzunehmen.
Aus purer Geldnot willigt Shawn der profitablen Partnerschaft zu. Den ersten Kampf gewinnt der Newcomer in einer heruntergekommenen Gegend, vor den Augen einflussreicher Persönlichkeiten. Diese laden ihn alsbald in ihren Club ein, wo er der attraktiven Bedienung Zulay begegnet, von der er sich sofort angezogen fühlt. Gleichzeitig trifft Shawn dort auf seinen verhassten Weggefährten Evan, einem arroganten Wrestling-Champion, der einst gemeinsam mit ihm von MacArthur senior, Shawns Vater, unterrichtet wurde, bis es irgendwann zu einem Eklat kam; Shawn fing eine Prügelei mit Evan an, bei der der Trainer (Shawns Vater) dazwischenging und im Gerangel durch seinen Sohn verletzt wurde, woraufhin Shawns Disqualifikation erfolgte.
Nach zwei weiteren Kämpfen erlangt Shawn bald eine hohe Reputation als Faustkämpfer. Schließlich winkt das große Geld – allerdings mit fragwürdigen Methoden; Shawn soll in den entscheidenden vierten Kampf absichtlich gegen seinen „Erzfeind“ Evan verlieren, um Harveys zuvor getätigte Wetteinlagen mit geliehenem Kapital nicht zu gefährden. Shawn lehnt dies jedoch ab, da er dies unter anderem für unmoralisch hält. Die „gelinkten“ Sportwetten von Harvey werden dabei heimlich von der attraktiven Zulay platziert, die mit Shawn eine Liebesbeziehung angefangen hat, dies aber ihm zunächst verschweigt. Es kommt schließlich zu der erbittert geführten Auseinandersetzung zwischen Shawn und Harvey bezüglich des „absichtlichen Verlierens“, die der bodenständige Shawn für sich entscheidet.
Nach dem letzten großen Kampf stellt sich heraus, dass Zulay und Shawn eigenmächtig auf den richtigen Sieger der Veranstaltung gewettet haben, nämlich Shawn, obgleich der Sieger nach einer Übereinkunft Evan hätte sein sollen. Harvey hatte darum sein ganzes Geld auf Evan gesetzt und nun alles verloren. Am Ende übergibt Shawn dem überglücklichen Harvey jedoch eine Million US-Dollar, die er aus den Sportwetten gewonnen hat. In der letzten Szene verlassen Shawn, Harvey, Zulay und deren Anhang New York in Richtung Chicago bzw. Kalifornien. (Im Film ist nicht klar ersichtlich, wohin die Protagonisten schließlich fahren).

## Kritiken
Das Lexikon des internationalen Films schrieb, die „zwiespältige“ Produktion habe „durchaus Potenzial zu einem differenzierten Actiondrama“, komme jedoch „durch seine konfektionierte Handlung und schlecht gezeichnete Nebendarsteller“ nicht über das Niveau einschlägiger B-Filme hinaus.